# احمد فاضل (بازیکن فوتبال)
احمد فاضل (عربی: احمد فاضل محمد النعيمي؛ زادهٔ ۲ مارس ۱۹۹۲) یک ورزشکار اهل عراق است.
از باشگاه‌هایی که در آن بازی کرده‌است می‌توان به الشرطه، بغداد، و تیم ملی فوتبال عراق اشاره کرد.
وی همچنین در تیم‌های ملی فوتبال زیر ۲۰ سال عراق زیر ۲۳ سال عراق تیم ملی فوتبال عراق بازی کرده است.